# Can Bosch (Bordils)
Can Bosch és una masia de Bordils (Gironès) inclosa a l'Inventari del Patrimoni Arquitectònic de Catalunya.

## Descripció
Masia de planta rectangular estructurada en tres crugies perpendiculars a la façana amb accés central. La construcció es desenvolupa en planta baixa, dos pisos i golfes. La coberta és de teula a dues vessants. Parets estructurals de maçoneria amb les façanes estan emmarcades per carreus, que també es deixen a la vista a les cantonades. Els sostres de la planta baixa i primer pis són fets amb volta de rajola i la coberta és feta amb cairats. Els balcons de la façana principal són fets amb una llosa de pedra emmotllurada i barana de ferro. Les obertures interiors que donen a la crugia central de la planta baixa estan emmarcades per carreus. A la llinda d'una finestra de la façana hi ha l'any 1840, en una altra llinda que havia estat de la finestra de la cuina hi ha la data de 1843. En una de les portes que dona a la crugia central, a la planta baixa, hi figura la data de 1836.
El porxo és una construcció agrícola de planta rectangular, construïda amb murs de maçoneria i carreus a les cantonades i a l'arrencament de l'arc de la façana. Coberta feta amb cairats, llates i teules seguint una sola pendent. El bigam de la coberta és de tirada doble amb una arcada central a més de la de façana. L'arc interior és de mig punt fet amb totxos col·locats a plec de llibre, i el de la façana. Actualment s'utilitza per a guardar els vehicles per a les feines del camp.